# ГЕС Нам-Лік 1
ГЕС Нам-Лік 1 – гідроелектростанція у північному-західній частині Лаосу, яка станом на 2018 рік перебувала на завершальному етапі будівництва. Знаходячись після ГЕС Нам-Лік 1-2, становить нижній ступінь каскаду на річці Нам-Лік, правій притоці Нам-Нгум, котра в свою чергу є лівою притокою Меконгу (впадає до Південно-Китайського моря на узбережжі В’єтнаму).
В межах проекту річку перекриють бетонною гравітаційною греблею висотою 40 метрів, яка утримуватиме водосховище з площею поверхні 11,5 км2, об’ємом 61 млн м3 (корисний об’єм 31,5 млн м3) та припустимим коливанням рівня поверхні у операційному режимі між позначками 191,5 та 195 метрів НРМ.
У пригреблевому машинному залі встановлять дві турбіни типу Каплан потужністю по 32,25 МВт. При напорі у 22,3 метри вони повинні забезпечувати виробництво 256 млн кВт-год електроенергії на рік. 
Для видачі продукції призначається ЛЕП довжиною 11 км, розрахована на роботу під напругою 115 кВ.
Учасниками проекту є Nam Lik 1 Power Company, таїландська PTT International Company, Hydro Engineering Company та південнокорейська POSCO Engineering and Construction Company.